# Ingvar Andersson (skådespelare)
John Ingvar Andersson, född 13 januari 1937 i Lund och uppväxt i Malmö, är en svensk skådespelare, komiker och revyartist.
Andersson är gift med Marianne Andersson som han träffade under arbetet med Kristianstadsrevyn. Paret bor sedan 1971 i Vinslöv. Tillsammans har de sonen Andreas Andersson, även han skådespelare.

## Biografi
Andersson växte upp i stadsdelen Kirseberg i Malmö. Han började i Studioteatern på 1950-talet och upptäckte efterhand att han passade för komiska roller och revy. 1957 medverkade han i Amatörparaden i Malmö. 1961–63 utbildade han sig vid Thespis Teaterskola, vilken hölls i regi av ABF. Parallellt med skådespelandet hade Andersson flera olika yrken, däribland sjöman, lantarbetare, bokhandelsbiträde och redaktionsvaktmästare.
1965–70 spelade Ingvar Andersson revy hos Einar Larsson i Kristianstad. Hans första medverkande blev nyårsrevyn Sjå på stad'n, varefter han fortsatte som egen revymakare. 1973–92 ansvarade han för sommarverksamheten vid Pildammsteatern i Malmö. Han har dessutom varit verksam vid Riksteatern och olika stadsteatrar, bland annat Malmö Stadsteater. Sommaren 2005 spelade han i Eva Rydbergs militärfars Hemvärnets glada dagar på Fredriksdalsteatern i Helsingborg. Som pensionär har han framträtt på hembygdsgården i Vinslöv med olika program med fokus på Vilhelm Moberg, Fritiof Nilsson Piraten, Max Lundgren, H.C. Andersen och Viktoria Benedictsson m.fl. författare. Hustrun Marianne har medverkat med manus och dramaturgi.
I TV och på film har han gjort roller som den humana kaptenen Nils "Beethoven" Jönsson i Lasse Åbergs film Repmånad samt rollen som poliskommissarien Per Månsson i Polis polis potatismos och Roseanna.

## Filmografi
- 1976 – Sven Klangs kvintett
- 1977 – 91:an och generalernas fnatt
- 1979 – Repmånad
- 1979 – Våning för 4 (TV-serie)
- 1982 – Den enfaldige mördaren
- 1985 – August Palms äventyr (TV-serie)
- 1985 – Åshöjdens BK (TV-serie)
- 1987 – Jim och piraterna Blom
- 1993 – Polis polis potatismos
- 1993 – Roseanna
- 1994 – Sommarmord
- 1996 – Torntuppen
- 1999 – Browalls (TV-serie)
- 2002 – Jobba hem, jobba hem!
- 2005 – Hemvärnets glada dagar
- 2006 – 7 miljonärer
- 2008 – Rabalder i Ramlösa
- 2016 – Skolan (TV-serie)
- 2018 – Operation Ragnarök

## Teater

### Roller (ej komplett)
| År   | Roll               | Produktion                                         | Regi             | Teater                   |
| ---- | ------------------ | -------------------------------------------------- | ---------------- | ------------------------ |
| 1971 | Han                | Luftbubblor Erik Knudsen                           | Kaj Ahnhem       | Helsingborgs stadsteater |
| 1973 |                    | Kärlek vid Lantmannagatan Max Lundgren, Bo Sköld   | Rune Formare     | Pildammsteatern          |
| 1976 | Rapp               | Marknadsafton Vilhelm Moberg                       | Claes Thelander  | Helsingborgs stadsteater |
| 2008 | Major Gustaf Spetz | Rabalder i Ramlösa Adde Malmberg och Johan Schildt | Roine Söderlundh | Fredriksdalsteatern      |
| 2010 |                    | Hotelliggaren Ray Cooney                           | Sven Melander    | Kristianstads teater     |
| 2015 |                    | Den stressade Ludvig Holberg                       | Jan Hertz        | Fredriksdalsteatern      |

### Fotnoter
1. 1 2 3  Johansson, Birgitta (13 januari 2022). ”Skånske revykungen minns de intensiva åren på scenen”. Sydsvenska Dagbladet.
2. 1 2 3 4  ”Ingvar Andersson”. Svensk Filmdatabas. http://sfi.se/sv/svensk-filmdatabas/Item/?type=PERSON&itemid=71038&iv=BIOGRAPHY. Läst 5 augusti 2012.
3. ↑  ”Hemvärnets glada dagar”. Eva Rydberg. http://www.evarydberg.se/hemvarnets-glada-dagar/. Läst 5 augusti 2012.
4. ↑  ”Melander regisserar fars”. Kristianstadsbladet. 8 december 2009. http://www.kristianstadsbladet.se/noje/melander-regisserar-fars/. Läst 28 april 2018.
5. ↑  ”Om pjäsen”. evarydberg.se. http://www.evarydberg.se/om-pjasen-4/. Läst 14 juni 2015.